# Alphomelon citroloma
Alphomelon citroloma (лат.) — вид мелких наездников-браконид рода Alphomelon из подсемейства Microgastrinae (Braconidae, Ichneumonoidea).

## Распространение
Неотропика (Аргентина, Белиз, Боливия, Бразилия, Венесуэла, Коста-Рика, Панама, Парагвай, Перу, Тринидад и Тобаго, Эквадор).

## Описание
Паразитические наездники крупных для микрогастерин размеров. Основная окраска чёрная с желтовато-оранжевыми отметинами. От близких таксонов отличается следующими признаками: метасомальные тергиты тёмно-коричневые до чёрных, но обычно с жёлтыми отметинами на Т3; тергит Т2 в основном шершавый (редко в основном гладкий); Т1 скульптурированный и с петиолярным гребнем сравнительно длинный, > 0,5 длины тергита; жилка 2RS переднего крыла не так близка к жилке 2М, поэтому не видно маленького ареола (= второй субмаргинальной ячейки). Паразитируют предположительно на гусеницах бабочек-толстоголовок (Hesperiidae). Яйцеклад примерно равен по длине задней голени; проподеум морщинистый; первый тергит брюшка немного длиннее своей ширины; второй тергит много шире первого и короче третьего тергита. Жгутик усика 16-члениковый. Нижнечелюстные щупики 5-члениковые, нижнегубные щупики состоят из 3 сегментов. Дыхальца первого брюшного тергита находятся на латеротергитах.